# 維亞切斯拉夫·喬爾諾維爾
維亞切斯拉夫·馬克西莫維奇·喬爾諾維爾（羅馬化：Viacheslav Maksymovych Chornovil；1937年12月24日—1999年3月25日），烏克蘭政治人物和前蘇聯異見人士。作爲前苏联著名的烏克蘭持不同政见者，他在20世紀60年代和70年代多次因爲政治觀點被捕。喬爾諾維爾從1992年起是烏克蘭人民運動的領導人之一，從1995年起擔任報紙Chas-Time的主編。作爲20世紀80至90年代最重要的政治人物之一，喬爾諾維爾爲當代烏克蘭的獨立奠定了道路。
乔尔诺维尔出生于乌克兰基辅州（現切爾卡瑟州），原是报纸和电视台的记者，后来因持不同政见而被解雇并当局被判处强迫劳动。1988年，他创立了乌克兰第一个不信仰共产主义的政党——烏克蘭人民運動，并于1991年竞选独立后的乌克兰第一任总统，但输给了列昂尼德·克拉夫丘克。1994年乌克兰总统选举后，乔尔诺维尔成为总统列昂尼德·库奇马最重要的反对者之一。尽管他本有望在1999年总统选举中与库奇马竞逐，但他在一场车祸中突然离奇死亡，结束了总统竞选。乔尔诺维尔被认为是1991年乌克兰重新获得独立的过程中最重要的人物之一。

## 早年生活
乔尔诺维尔出生于出生于乌克兰中部基輔州村莊耶尔基（今切爾卡瑟州）。
大学期间，乔尔诺维尔最初就读于基辅大学语言学院，第二年后转入新闻学院。
1958年，因乔尔诺维尔持与当时主流不同的观点，他休学前往日丹诺夫（现马里乌波尔）进行高炉建设工程，后在基辅共青团工作。1960年他以“鮑里斯·赫林琴科的公共主义”为主题进行了毕业论文答辩，并以优异的成绩从大学毕业。

## 三度入狱（1960年代—1985年）
在1960年至1964年间，乔尔诺维尔在利沃夫和基辅的多家报纸和电视台工作。1964年，他搬到维什霍罗德，参与基輔水電站的建设。同年，乔尔诺维尔通过了国立德拉戈马诺夫师范大学研究生院的考试，但因政治信仰而未被正式录取。

### 第一次入狱
1965年9月5日，乔尔诺维尔与伊万·久巴 、瓦西里·斯图斯参加谢尔盖·帕拉杰诺夫的电影《遠祖的陰影》首映式，在首映式上抗议当局逮捕乌克兰知识分子。这导致他受到警方搜查。由于拒绝在霍林兄弟的审判中出庭作证，乔尔诺维尔被当局判处三个月的强迫劳动。乔尔诺维尔写成了纪实集《心灵的灾难》（又名二十名“罪犯”的肖像），书中包含了1965年被捕的60个人的材料。该书在国外出版后，国际社会纷纷发出声援囚犯的呼声。乔尔诺维尔被控诽谤罪，并被判处在最高安全级别监狱服刑三年。
1967年，乔尔诺维尔因纪念十月革命五十周年而获得大赦，18个月后获释。1969年出狱后，乔尔诺维尔与阿泰娜·帕什科结婚。1970年，他设法在外喀爾巴阡州气象站找到了一份观测员的工作，之后在敖德薩的考古探险中担任挖掘员，又在利沃夫的一个火车站担任称重员。与此同时，乔尔诺维尔创办了地下杂志《乌克兰先驱报》。1971年起，乔尔诺维尔在乌克兰自然保护协会利沃夫部门工作。

### 第二次入狱
1972年，他因参与乌克兰独立运动而第二次入狱。这次，乔尔诺维尔被判处六年监禁和三年流放。他在蘇俄莫尔多瓦共和国的政治犯集中营服刑，期间他经常参加抗议、示威和绝食活动。乔尔诺维尔的一半牢期是在集中营的惩罚牢房或单独监室中度过的。
1975年，乔尔诺维尔想要放弃苏联公民身份并移居加拿大，但未获允许。同年，维亚切斯拉夫·乔尔诺维尔与鲍里斯·彭森一起撰写了《集中营日子的编年史》（1975年），该书被秘密从集中营转移到国外，于1976年在《如是》杂志上出版。1976年，他加入了以监督苏联遵守1975年赫尔辛基协议为目的成立的烏克蘭赫爾辛基小組。
1978年，乔尔诺维尔被流放到苏联远东地区，乘坐数千英里的火车，然后步行到达雅库特的恰潘達村。他在当地一家国营农场当工人，后来在纽尔巴担任供应商。他写了一本关于政治犯在集中营中争取地位的斗争（1977-1978）的小册子，题为《只有一年》。在传到国外的手稿中，册子仅被恢复了部分内容。1978年，他获准加入国际笔会。

### 第三次入狱
1981年4月，乔尔诺维尔再次被捕，罪名是“强奸未遂”，被判处五年监禁。为表抗议，他进行了长达120天的绝食。在法庭上的讲话中，他指责克格勃和警方提供的证据不实。他于1983年被释放，但由于雅库特苏维埃社会主义自治共和国检察官的反对，他不被允许返回乌克兰。但后来，乔尔诺维尔还是回到了乌克兰，1985年5月，他在利沃夫的一家建材厂担任司炉。

## 政治活动（1985年—1999年）
1980年代末，乔尔诺维尔积极参与乌克兰民族运动，成为烏克蘭人民運動的第一任领导人。他之后推动了几项面向全国的政治行动，其中之一是在1990年1月21日举行的，纪念1919年乌克兰统一的人链活动。

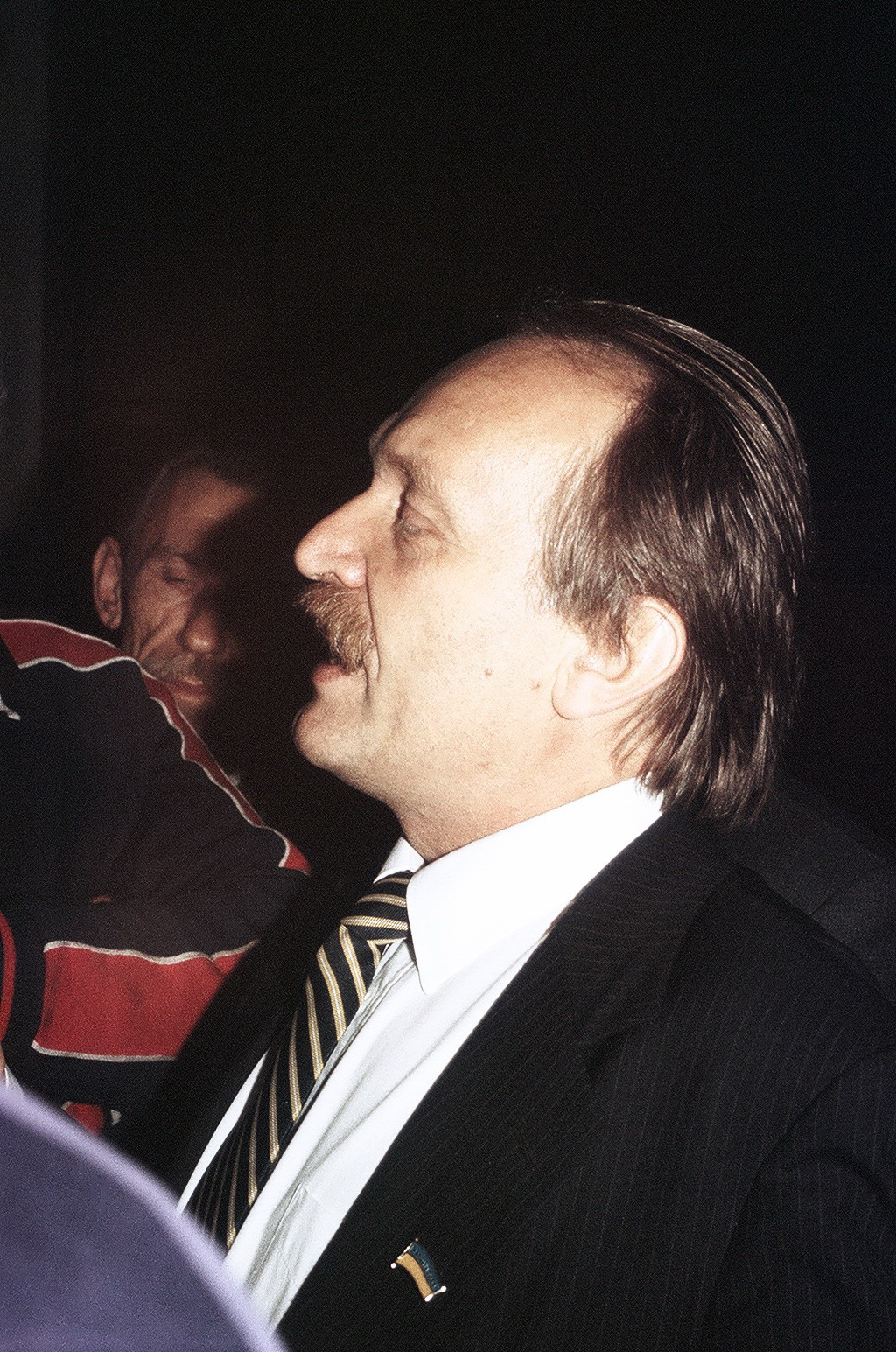
摄于20世纪90年代

1991年，乔尔诺维尔竞选乌克兰总统，但落败。1994年和1998年，他做为乌克兰人民运动的党员，当选最高拉达代表，同时担任该党领袖。
1994年乌克兰总统选举，乔尔诺维尔号召党员支持弗拉基米尔·拉诺沃伊，他尊称拉诺沃伊为杰出经济学家，最终乔尔诺维尔的得票率位居第四。
1998年乌克兰议会选举，他领导的乌克兰人民运动获得9.4%的选票，位居第二，仅次于乌克兰共产党。乔尔诺维尔同时是独立社会政治报纸《追逐时间》的创始人，并于1995年至1999年担任主编。
1999年，乌克兰人民运动因内部分歧而险些解散。有人猜测，未能成功解散乌克兰人民运动党导致了乔尔诺维尔死亡。

## 逝世及纪念
1999年3月25日，乔尔诺维尔和他的助手叶夫亨·巴甫洛夫在鲍里斯皮尔附近开车时，他们的车被一辆卡车正面撞上，两人当场死亡。数万名乌克兰人参加了他的葬礼。烏克蘭內政部进行的官方调查得出的结论是，事故纯属意外，没有发现任何谋杀的证据。然而，乔尔诺维尔的一些支持者称他的死为政治谋杀，并呼吁将肇事者绳之以法。
2003年，烏克蘭國家銀行为乔尔诺维尔发行了面值为2格里夫納的纪念币。

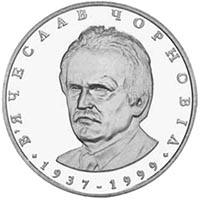
喬爾諾維爾纪念币

2006年8月23日，時任乌克兰总统尤先科为乔尔诺维尔纪念碑揭幕，并下令对他的死亡进行新的调查。2006年9月6日，内政部部长尤里·卢岑科宣布，根据他所掌握的信息来看，他个人认为乔尔诺维尔是死于谋杀而非单纯的车祸。卢岑科进一步表示，调查目前由烏克蘭總檢察長办公室和烏克蘭國家安全局进行，这两个执法机构不受卢岑科的控制，同时他暗示检察官办公室和安全部门的“某些人”正在阻挠调查。然而，8月9日，乌克兰总检察长梅德韦科在新闻发布会上评论称，卢岑科的结论基于不可靠的信息。
2009年3月25日，在鲍里斯波尔的纪念碑附近举行了另一场葬礼，包括时任基輔市长列昂尼德·切爾諾韋茨基等人为纪念碑上献花，以纪念乔尔诺维尔逝世10周年。
2009年，乌克兰发行了专门纪念乔尔诺维尔的邮票。

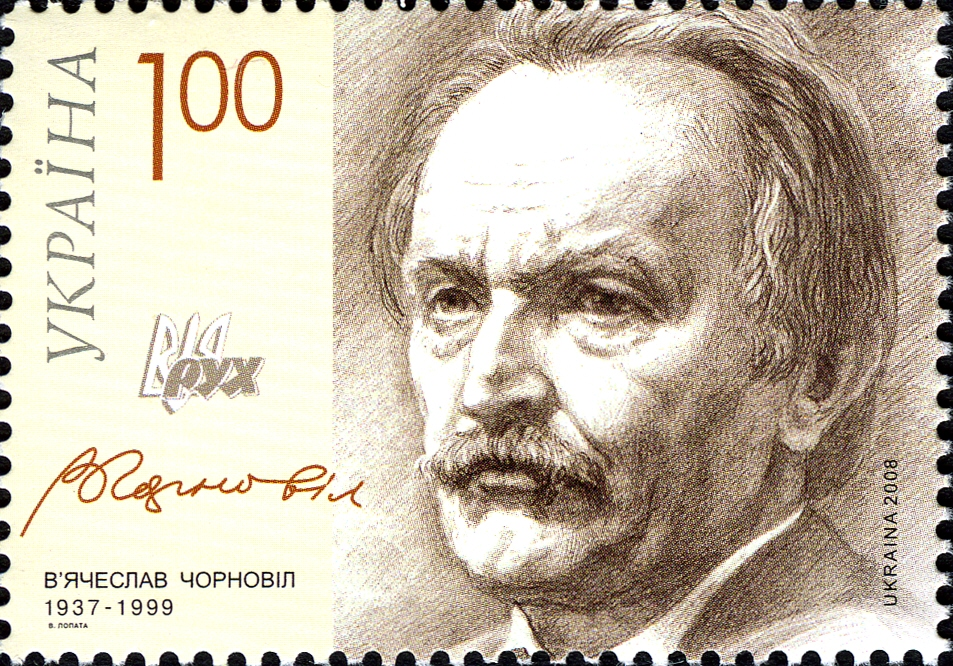
纪念乔尔诺维尔的邮票

## 拓展阅读
维基共享资源上的相關多媒體資源：維亞切斯拉夫·喬爾諾維爾